# Blue Jays
Blue Jays è un album del 1975 realizzato da Justin Hayward e John Lodge, membri del gruppo rock inglese  Moody Blues.

## Tracce
1. This Morning – 5:55
2. Remember Me (My Friend) – 5:27
3. My Brother – 3:29
4. You – 4:35
5. Nights Winters Years – 3:39
6. Saved By The Music – 6:09
7. I Dreamed Last Night – 4:28
8. Who Are You Now – 2:29
9. Maybe – 5:38
10. When You Wake Up – 5:17
11. Blue Guitar – 3:36

## Formazione
- Justin Hayward: Chitarra, voce.
- John Lodge: Basso, voce.
- Kirk Duncan: Piano.
- Graham Deakin: Batteria, percussioni.
- Mark Singer: Batteria, percussioni.
- Tom Tompkins: Viola
- Tim Tompkins: Violoncello
- Del Newman: Arrangementi Orchestrali